# Amonostherium prionodes
Amonostherium prionodes är en insektsart som beskrevs av Wang 1976. Amonostherium prionodes ingår i släktet Amonostherium och familjen ullsköldlöss. Inga underarter finns listade i Catalogue of Life.